# دونكان فيليبس
دونكان فيليبس (بالإنجليزية: Duncan Phillips)‏ هو صحفي أمريكي، ولد في 1886 في بيتسبرغ في الولايات المتحدة، وتوفي في 1966 في واشنطن العاصمة في الولايات المتحدة.